# Olbrachtów
Olbrachtów – wieś w Polsce położona w województwie lubuskim, w powiecie żarskim, w gminie Żary.
Nazwa wsi pochodzi od Albrechta Dziewina, który był właścicielem Żar w średniowieczu.
W latach 1945–1954 i 1973–1976 miejscowość była siedzibą gminy Olbrachtów. W latach 1954–1972 wieś należała i była siedzibą władz gromady Olbrachtów. W latach 1975–1998 miejscowość administracyjnie należała do województwa zielonogórskiego.
Liczy 1200 mieszkańców. Otoczona przez lasy i pola uprawne. Obok wsi źródło rzeki Lubsza.
W czasach przedwojennych ośrodek wydobycia węgla brunatnego – kopalnie węgla brunatnego: Augusta, Freud, Oscar, Ottilie, Schiedt Grube, Urban.

## Zabytki
Do wojewódzkiego rejestru zabytków wpisany jest:
- kościół filialny pod wezwaniem św. Michała Archanioła, gotycki z XIV/XV wieku, XVII/XVIII wieku.